# Hypena probokonora
Hypena probokonora là một loài bướm đêm trong họ Erebidae.